# تأليف موسيقي

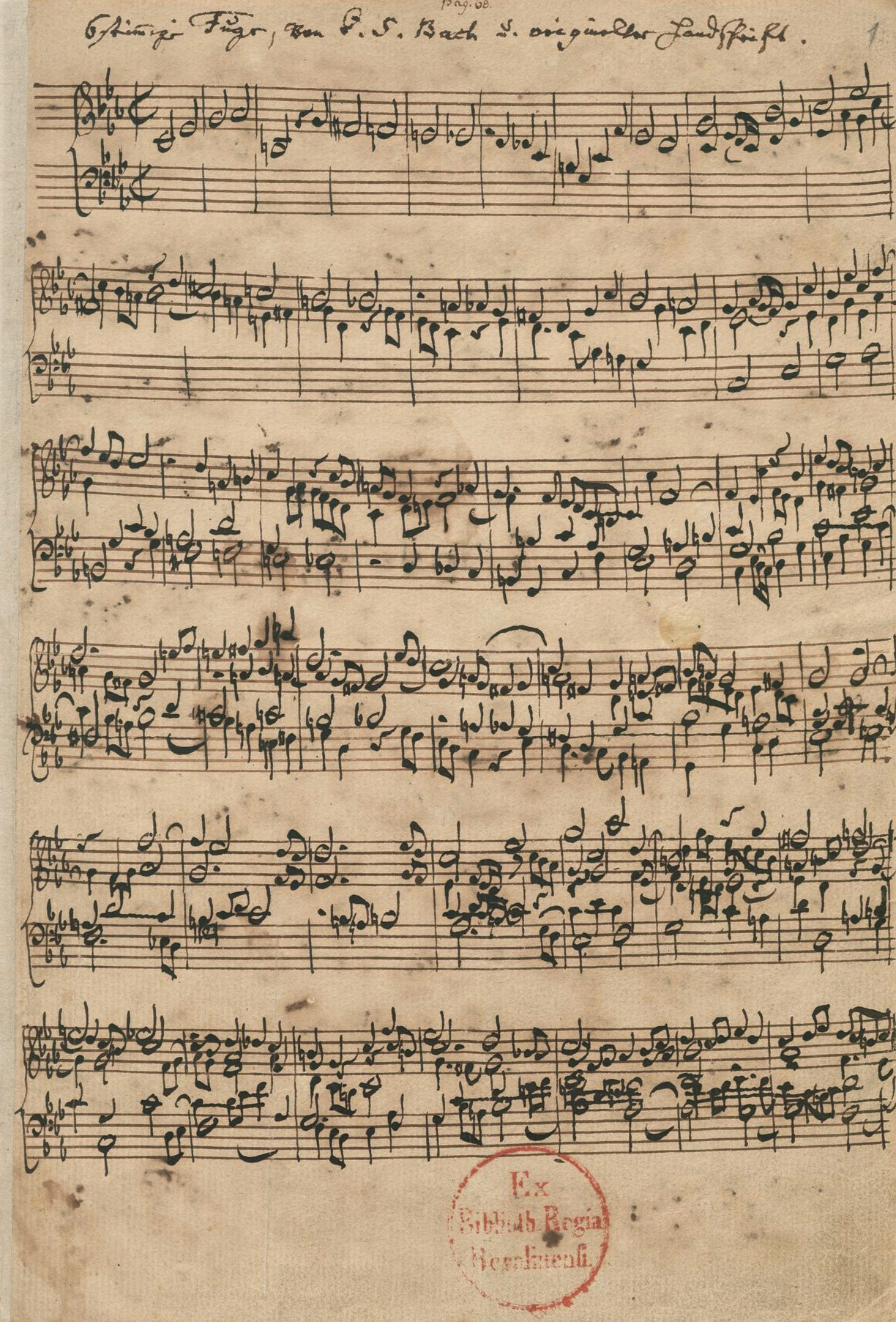

التأليف الموسيقي أو تأليف الموسيقا أو حتى مجرد التأليف، يمكن أن يشير إلى قطعة أو عمل موسيقي أصلي، سواء كان صوتيًا أو آليًا، أو إلى تركيبة المقطوعة الموسيقية، أو إلى عملية إنشاء أو كتابة قطعة موسيقية جديدة. يُطلق على الأشخاص الذين ينشئون مؤلفات جديدة اسم المؤلفين أو الملحنين. عادةً ما يطلق على مؤلفي الأغاني في الأساس كُتّاب الأغاني؛ مع الأغاني، الشخص الذي يكتب كلمات الأغنية (lyrics) يسمى الشاعر الغنائي/ كاتب كلمات الأغنية (lyricist). في العديد من الثقافات، بما في ذلك الموسيقى الكلاسيكية الغربية، يتضمن فعل التأليف عادةً إنشاء التدوين الموسيقي، مثل القطعة الموسيقية «النوتة»، والتي يؤديها بعد ذلك المؤلف/الملحن أو الموسيقيين الآخرين أو المغنيين. في الموسيقى الشعبية ويوجد التقليدية.و قد تتضمن كتابة الأغاني تقديم خطوط أساسية للأغنية، تسمى «القطعة الافتتاحية»، والتي تحدد اللحن والكلمات وتعاقب الأوتار. في الموسيقى الكلاسيكية، تنظيم الفرقة الموسيقية (اختيار آلات فرقة موسيقية كبيرة مثل الأوركسترا التي ستعزف مختلف الأجزاء الموسيقية، مثل اللحن، المصاحبة، اللحن المقابل/المضاد، الباسلاين وهكذا) عادة يقوم بها الملحن/المؤلف، ولكن في المسرح الموسيقي وفي موسيقى البوب، قد يوظف مؤلفو الأغاني منظمًا للقيام بهذه العملية. في بعض الحالات، قد لا يستخدم مؤلف أغاني البوب أو الأغاني التقليدية التدوين الكتابي على الإطلاق، وبدلًا من ذلك يؤلف الأغنية في عقله ثم يعزفها و/أو يغنيها و/أو تسجيلها من الذاكرة. في الجاز والموسيقى الشعبية، تُعطى التسجيلات الصوتية المدونة التي يقدمها مؤدّون مؤثرون الوزن الذي تقدمه النوتات المكتوبة أو المطبوعة في الموسيقى الكلاسيكية.
على الرغم من أن التأليف الموسيقي غالبًا ما يستخدم التدوين الموسيقي وله مؤلف واحد، فهذا ليس الحال دائمًا. فالعمل الموسيقي يمكن أن يشمل عدة ملحنين، وغالبًا ما يحدث ذلك في الموسيقى الشعبية، إذ يتشارك جميع أعضاء الفرقة في كتابة أغنية، أو في المسرح الغنائي، إذ يكتب شخص الألحان، ويكتب شخص ثان الكلمات، وينظم شخص ثالث الأغنيات. يمكن أيضًا تأليف مقطوعة موسيقية بالكلمات، أو الصور، أو، منذ القرن العشرين، عن طريق برامج حاسوبية تفسر أو تدون كيف ينبغي على المغني أو الموسيقي أن ينشئ الأصوات الموسيقية. تتراوح الأمثلة من الموسيقى المبتدئة في القرن العشرين والتي تستخدم التدوين الغرافيكي/الصوري، إلى مؤلفات نصية مثل «أوس دين سيبن تاغن لـ كارلهينز ستوكهاوزن»، وإلى البرامج الحاسوبية التي تختار الأصوات للقطع الموسيقية. تدعى الموسيقى التي تستخدم العشوائية والمصادفة بشكل مكثف الموسيقى العفوية/التصادفية، ترتبط بالمؤلفين المعاصرين النشطين في القرن العشرين، مثل جون كايج، مورتون فيلدمان، وويتولد لوتوسفسكي. ومن الأمثلة الأكثر شيوعا للموسيقى القائمة على المصادفة صوت أجراس الرياح التي تجلجل/تصدر صوتًا عاليًا عند هبوب النسيم. يهيمن عادةً على دراسة التأليف دراسة أساليب وممارسات الموسيقى الغربية الكلاسيكية، لكن تعريف التأليف واسع بما يكفي ليشمل ابتكار أغاني الموسيقى الشعبية والموسيقى التقليدية ومقطوعات الآلات الموسيقية، ويتضمن أيضًا الأعمال المرتجلة بشكل عفوي، مثل أعمال عازفي الجاز الحر، وعازفي الإيقاع الأفارقة، مثل عازفي الطبول من شعب الإوي.
وعلى الرغم من أنه في العقد الأول من القرن الحادي والعشرين، اعتُبر التأليف مكونًا من التلاعب في كل جانب من جوانب الموسيقى (الإيقاع المنسجم، النغم، النمط، السجع والقافية، الضبط/التمبر)، وفقا لجيان-بنجامين دي لابورد (1780، 2:12):
«يشتمل التأليف على شيئين فقط. الأول هو طلب العديد من الأصوات والتخلص منها... بطريقة تجعل تتابعهم يُسرّ الأذن. هذا ما سماه القدماء النغم. والثاني هو تقديم مسموع لصوتين متزامنين أو أكثر بطريقة تجعل خليطهم ممتعًا. هذا ما نسميه الإيقاع المنسجم، وهو وحده يستحق اسم التأليف.»

## كنمط موسيقي
تتشابه هذه التقنيات مع العناصر الشكلية للفن البصري. في بعض الأحيان، يكون نمط القطعة بالكامل متداخلًا، ما يعني أن كل جزء مختلف، دون تكرار المقاطع؛ تشمل الأنماط الأخرى الستروفيك، الروندو، اللازمة المنفردة/فيرس-كوروس، وغيرها. تُؤلَّف بعض القطع حول سلم محدد، إذ يمكن اعتبار تقنية التأليف هي استخدام سلم معين. يؤلَّف البعض الآخر أثناء الأداء، إذ تُستخدم أيضًا العديد من التقنيات في بعض الأحيان. بعضها من أغاني معينة مألوفة.
يكون سلم الدرجات الموسيقية المستخدمة، بما في ذلك النمط والدرجة النغمية، مهمًا في التأليف النغمي الموسيقي. وعلى نحو مماثل، تستخدم الموسيقى في الشرق الأوسط مؤلفات تعتمد بشكل صارم على نمط معين (المقام) في السياقات الارتجالية غالبًا، كما تفعل الموسيقى الكلاسيكية الهندية في كل من النظام الهندوستاني والكارناتيك.

### التقاليد الهندية
في التقاليد الموسيقية الهندية، هناك أنماط عديدة من التأليف الموسيقي. إلى حد ما، هذا بسبب وجود العديد من الأساليب الموسيقية السائدة في مناطق مختلفة من البلاد، مثل الموسيقى الهندوسية، والموسيقى الكارناتيكية، والموسيقى البنغالية، وما إلى ذلك. تأثير آخر مهم في التأليف هو ارتباطه بالموسيقى الشعبية، سواء المحلية أو من الثقافة الموسيقية لشبه الجزيرة العربية، أو بلاد فارس، أو البنغال.
في التقليد الموسيقي الهندوستاني، يعتبر نوع الدروباد (الأصل في اللغة السنسكريتية والتحويلات اللاحقة باللغة الهندية ولغة براج بهاشا) من بين المؤلفات القديمة وقد شكّل الأساس لأنواع أخرى في هذا التقليد الموسيقي مثل خيال وثومري وراغا. في التقليد الموسيقي الكارناتيكي، كانت التراكيب على نمط الـ كريتي، فارانام وبادام.

## الأساليب

### طرق الكمبيوتر
مع تطور التكنولوجيا في القرن العشرين والحادي والعشرين، ظهرت طرق جديدة لتأليف الموسيقى. واستُخدمت سماعات رأس EEG لابتكار الموسيقى من خلال تفسير الموجات الدماغية للموسيقيين. استخدمت هذه الطريقة في مشروع مايندتونز، الذي يتضمن تعاون الموسيقيين ذوي الإعاقة مع DJ Fresh، وكذلك الفنانين ليزا بارك وماساكي باتوه.

## التوزيع الموسيقي التأليفي
تسمى مهمة تكييف التأليف لفرق موسيقية مختلفة بالترتيب أو التنظيم الموسيقي، ويمكن أن يقوم بها المؤلف أو بشكل منفصل من قبل منظم على أساس التلحين الأساسي للمؤلف. وبناءً على هذه العوامل، يجب على الملحنين و/أو المنظمين الموسيقيين و/أو المرتبين اتخاذ قرار بشأن التوزيع الموسيقي للعمل الأصلي. في العقد الثاني من القرن الواحد والعشرين، تمكّن المؤلف المعاصر من الكتابة تقريبًا لأي مزيج من الآلات، تتراوح بين قسم الوتريات، وأقسام آلات النفخ الخشبية والنحاسية المستخدمة في الأوركسترا القياسية إلى الآلات الإلكترونية مثل أجهزة المزج. وتتضمن بعض إعدادات المجموعة الشائعة الموسيقى لأوركسترا كاملة (المؤلفة من الآلات الوترية وآلات النفخ الخشبية والنحاسية والآلات الإيقاعية)، أو لفرقة موسيقية (تتكون من أقسام أكبر وتنوع أوسع من آلات النفخ الخشبية والنحاسية والآلات الإيقاعية أكثر مما يوجد عادةً في الأوركسترا)، أو لمجموعة عزف موسيقى الغرف (عدد قليل من الآلات، لكن إثنين على الأقل). ويجوز للمؤلف أن يختار الكتابة لآلة واحدة فقط، وفي هذه الحالة تسمى هذه العزف المنفرد. وقد يكون العزف المنفرد غير مصحوب، كما هو الحال مع العزف المنفرد على البيانو أو التشيللو، أو يمكن أن يكون العزف المنفرد مصحوبًا بآلة أخرى أو بفرقة.
لا يقتصر عمل المؤلفون/الملحنون على الكتابة فقط للآلات، بل قد يقررون أيضًا الكتابة للصوت (بما في ذلك أعمال الكورال، وبعض السيمفونيات (مثل السيمفونية التاسعة لبيتهوفن، الأوبرا، والمسرحيات الموسيقية). ويمكن للملحنين/المؤلفين الكتابة للآلات الإيقاعية أو الآلات الإلكترونية. بدلًا من ذلك، وكما هو الحال مع الموسيقى الملموسة/موسيقى الكونكريت، يمكن للمؤلف العمل مع أصوات عديدة غير متعلقة في الغالب بابتكار الموسيقى، مثل الآلات الكاتبة، صفارات الإنذار، وهكذا. في «الاستماع بصوت عال، ليسيننغ أوت لاود» لـ إليزابيث سوادوس، تشرح كيف يجب على الملحن أن يعرف القدرات الكاملة لكل آلة وكيف يجب أن يكمل كل منهما الآخر، لا أن يتنافسوا مع بعضهم. وتعطي مثالًا عن كيفية قيامها في تأليف سابق لها، جعلت التوبا يعزف مع البيكولو. من الواضح أن هذا سيخفض صوت البيكولو. يجب أن يكون لكل آلة تُختارفي مقطوعة ما سبب وجود يضيف إلى ما يحاول المؤلف توصيله في العمل.